# BD Андромеды
BD Андромеды (лат. BD Andromedae) — тройная звезда в созвездии Андромеды на расстоянии (вычисленном из значения параллакса) приблизительно 24728 световых лет (около 7582 парсеков) от Солнца. Видимая звёздная величина звезды — от +11,7m до +11,3m. Возраст звезды определён как около 5,8 млрд лет.
Пара первого и второго компонентов — двойная затменная переменная звезда типа Беты Лиры (EB). Орбитальный период — около 0,4629 суток (11,11 часов).

## Характеристики
Первый компонент — жёлто-белая эруптивная переменная звезда типа RS Гончих Псов спектрального класса F8. Масса — около 1,145 солнечной, радиус — около 1,278 солнечного, светимость — около 1,75 солнечной. Эффективная температура — около 5880 K.
Второй компонент — жёлто-белая эруптивная переменная звезда типа RS Гончих Псов спектрального класса F8. Масса — около 1,004 солнечной, радиус — около 1,155 солнечного, светимость — около 1,39 солнечной. Эффективная температура — около 5842 K.
Предполагаемый третий компонент — жёлтый карлик спектрального класса G6-G7V. Масса — около 0,88 солнечной, радиус — около 0,9 солнечного. Эффективная температура — около 5500 K. Орбитальный период — около 9,212 лет.